# 所沢警察署
所沢警察署（ところざわけいさつしょ）は、埼玉県所沢市にある、埼玉県警察が管轄する警察署の一つ。署長は警視。第2方面本部（川越警察署）所属。

## 所在地
- 埼玉県所沢市並木一丁目6番地の1

## 管轄区域
- 所沢市

## 沿革

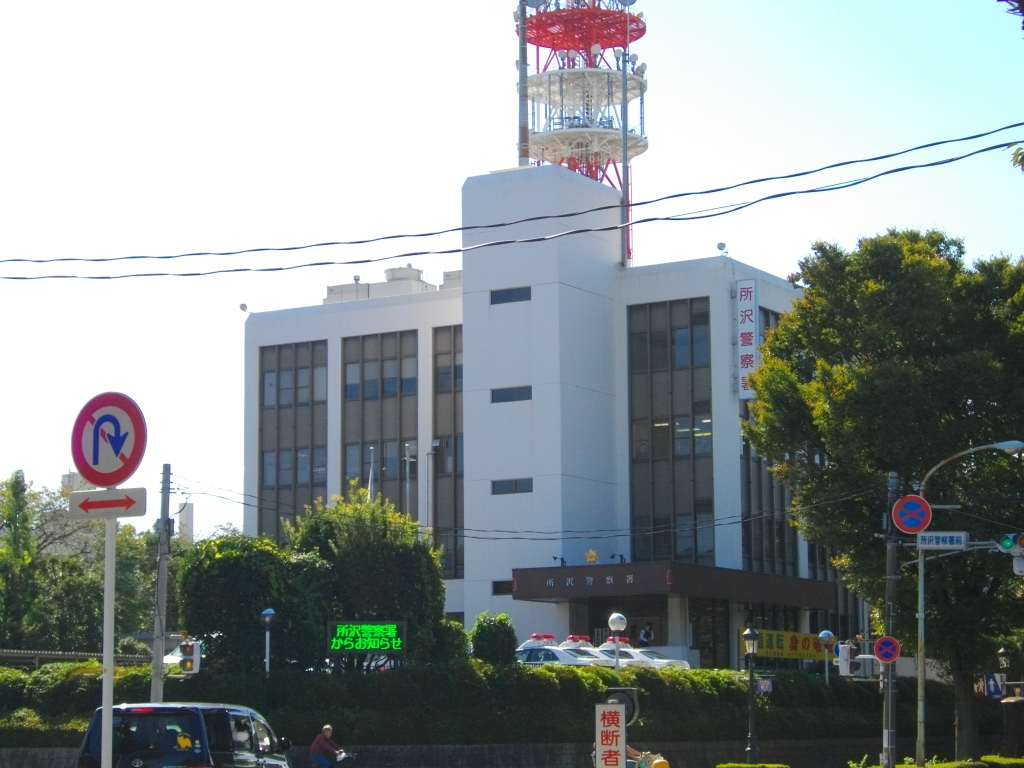
旧庁舎

- 2018年（平成30年）4月 ‐ 老朽化のため三ヶ島交番を建替えし開所する。
- 2019年（平成31年）2月20日 ‐ 老朽化のため松井交番を大字上安松1384番地の6に移転し開所する。
- 2019年（平成31年）2月25日 ‐ 老朽化・狭隘化のため旧庁舎の隣接地に新庁舎を建設し移転する。

## 交番
- 所沢駅前交番（所沢市日吉町2番10号）
- 新所沢駅前交番（所沢市松葉町1番1号）
- 西所沢駅前交番（所沢市西所沢1丁目11番8号）
- 小手指駅前交番（所沢市小手指町3丁目1番地の33）
- 松井交番（所沢市大字上安松1384番地の6）
- 狭山ヶ丘駅前交番（所沢市狭山ヶ丘1丁目2993番地の2）
- 緑町交番（所沢市緑町1丁目6番21号）
- 山口交番（所沢市大字上山口10番地の1）
- 中新井交番（所沢市中新井3丁目20番20号）
- 東所沢交番（所沢市東所沢1丁目37番地）
- 三ヶ島交番（所沢市三ヶ島5丁目1320番地の1）

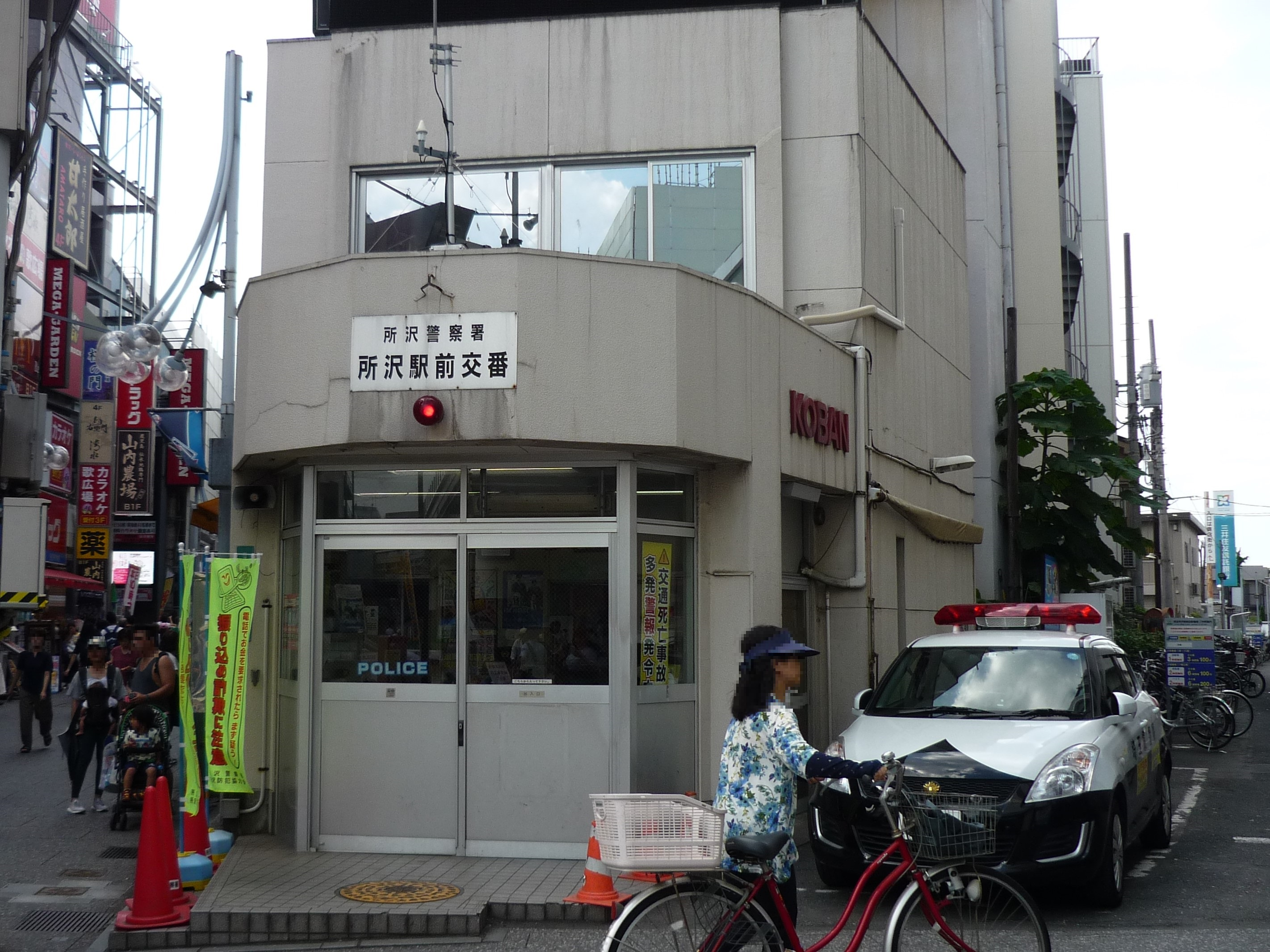
所沢駅前交番(旧建物)
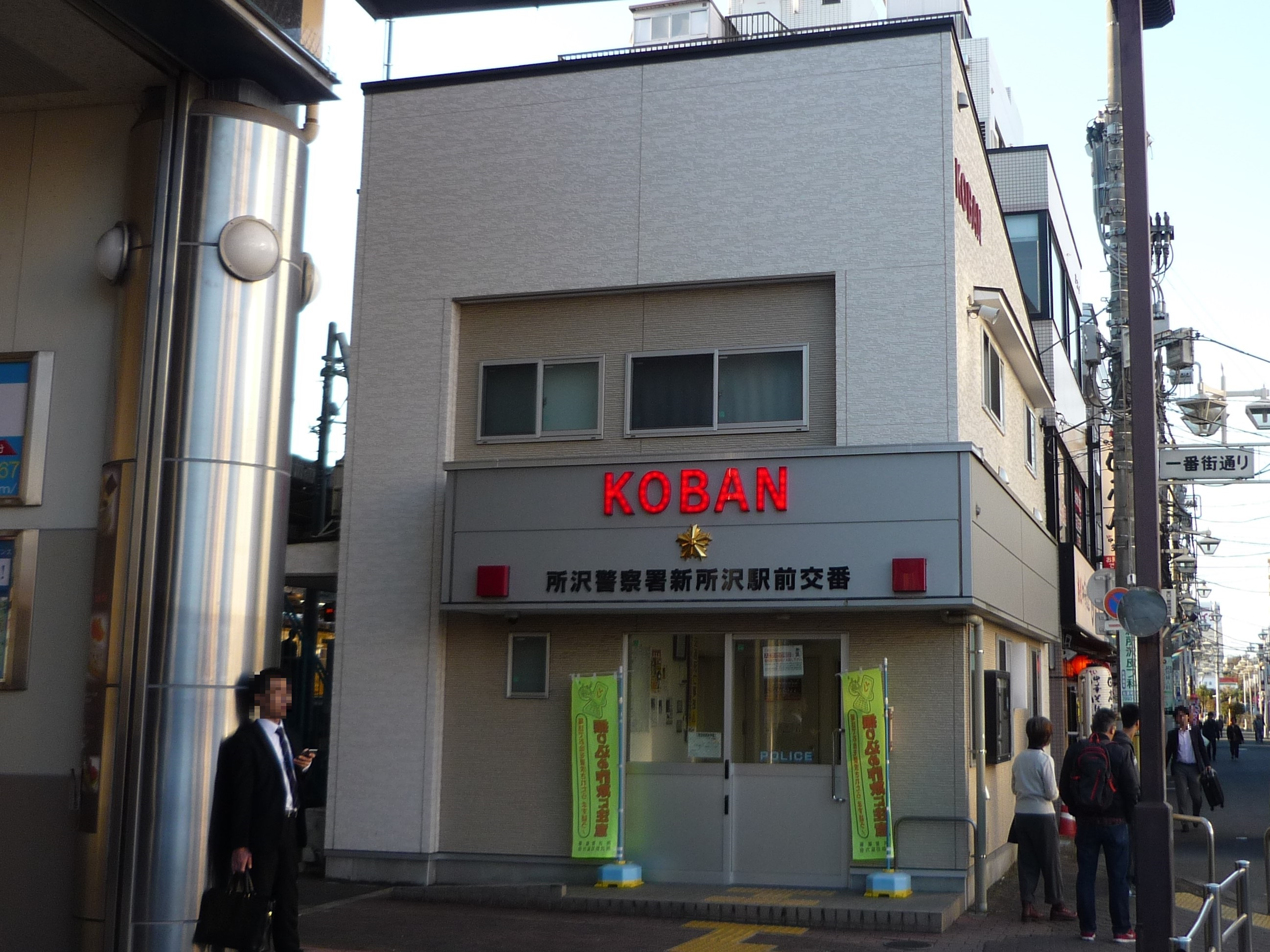
新所沢駅前交番
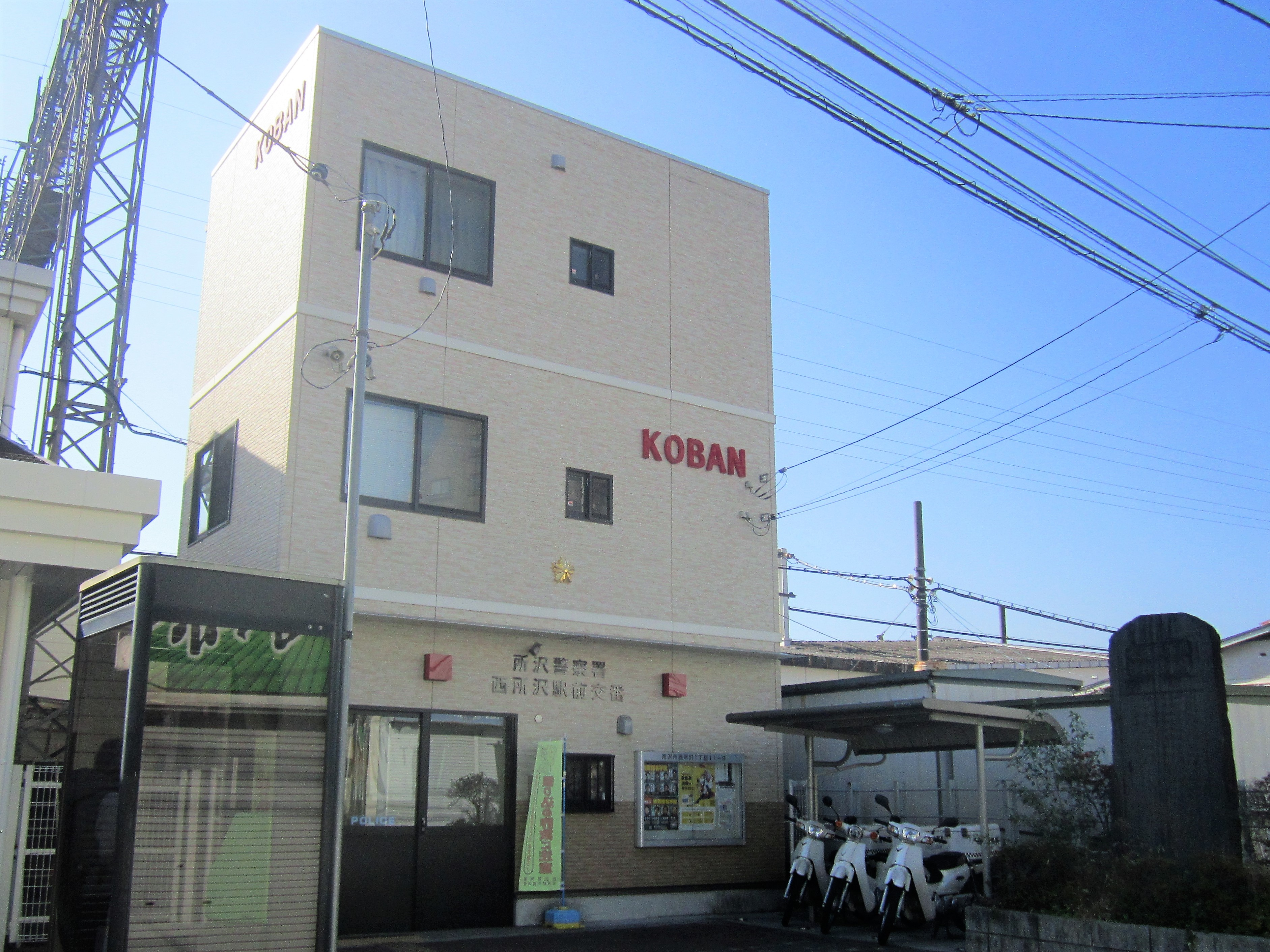
西所沢駅前交番
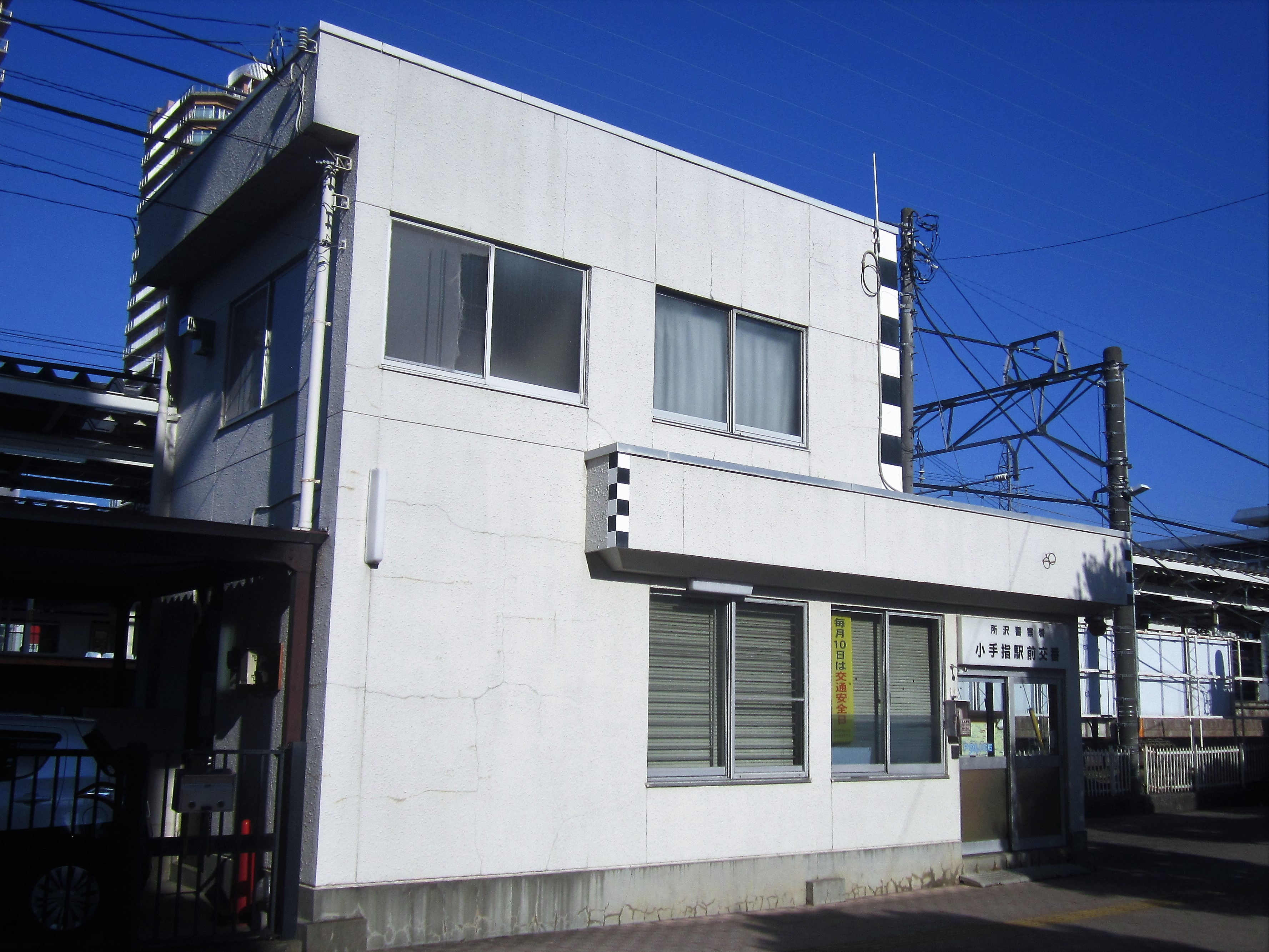
小手指駅前交番
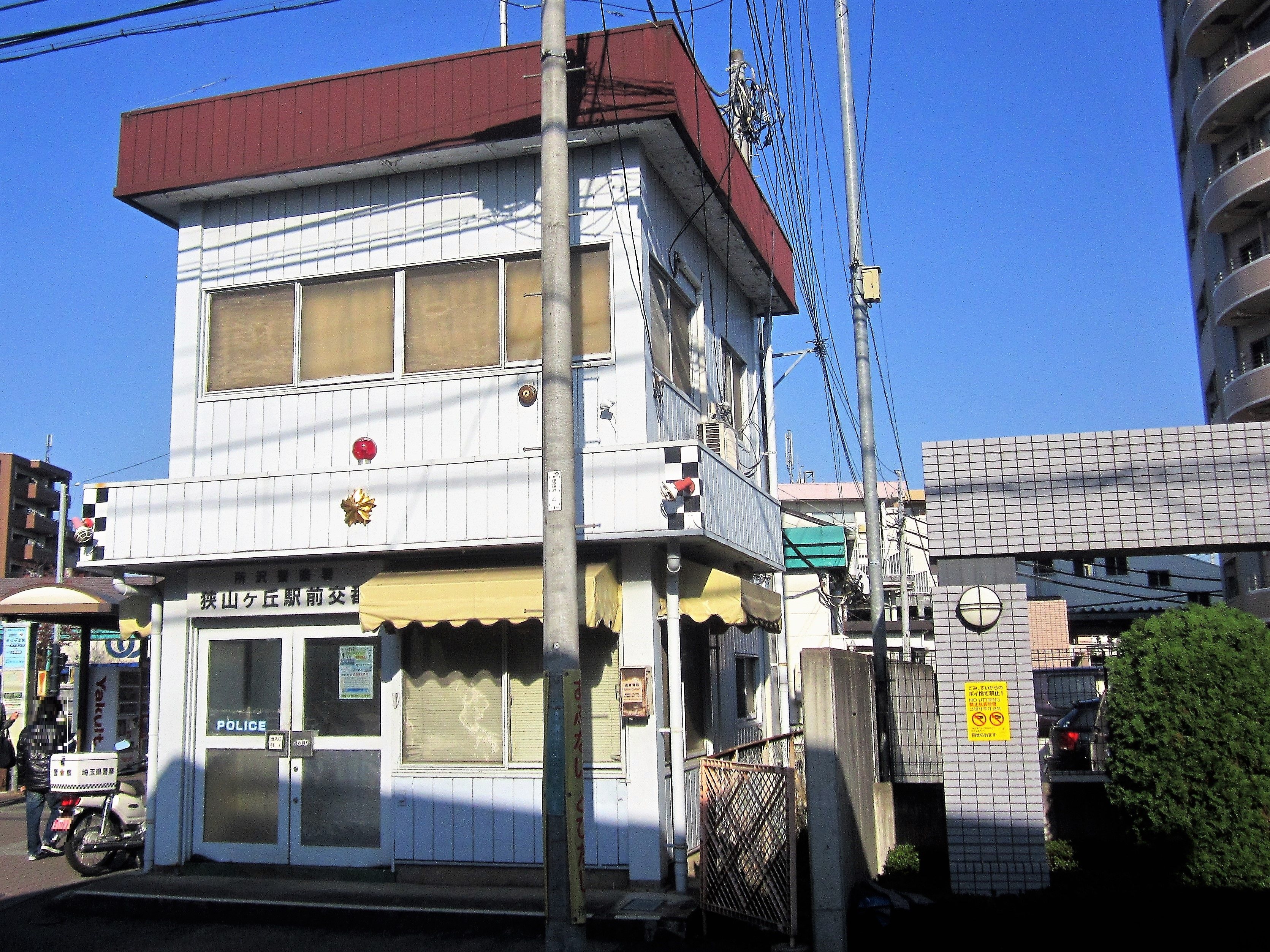
狭山ヶ丘駅前交番
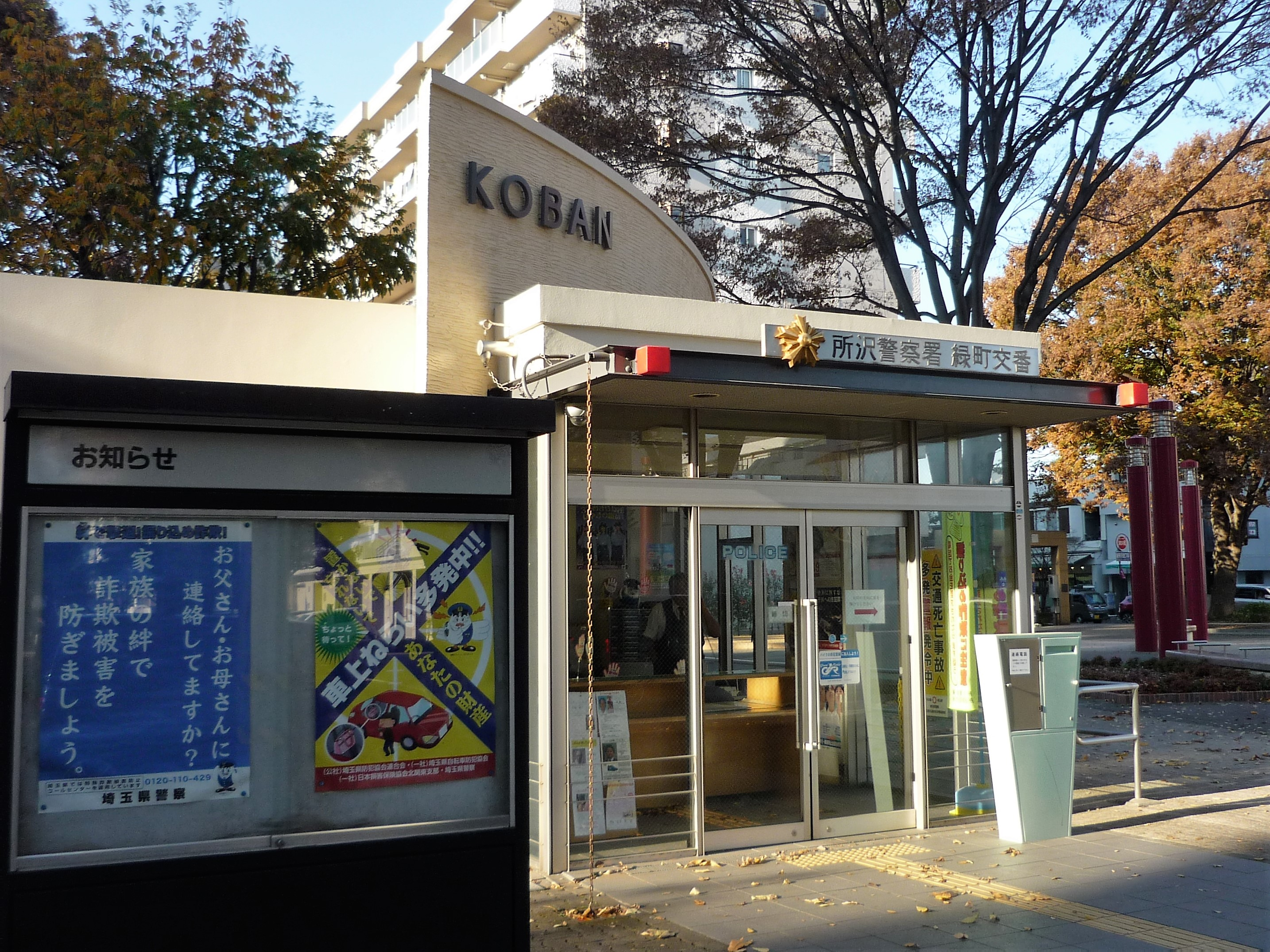
緑町交番
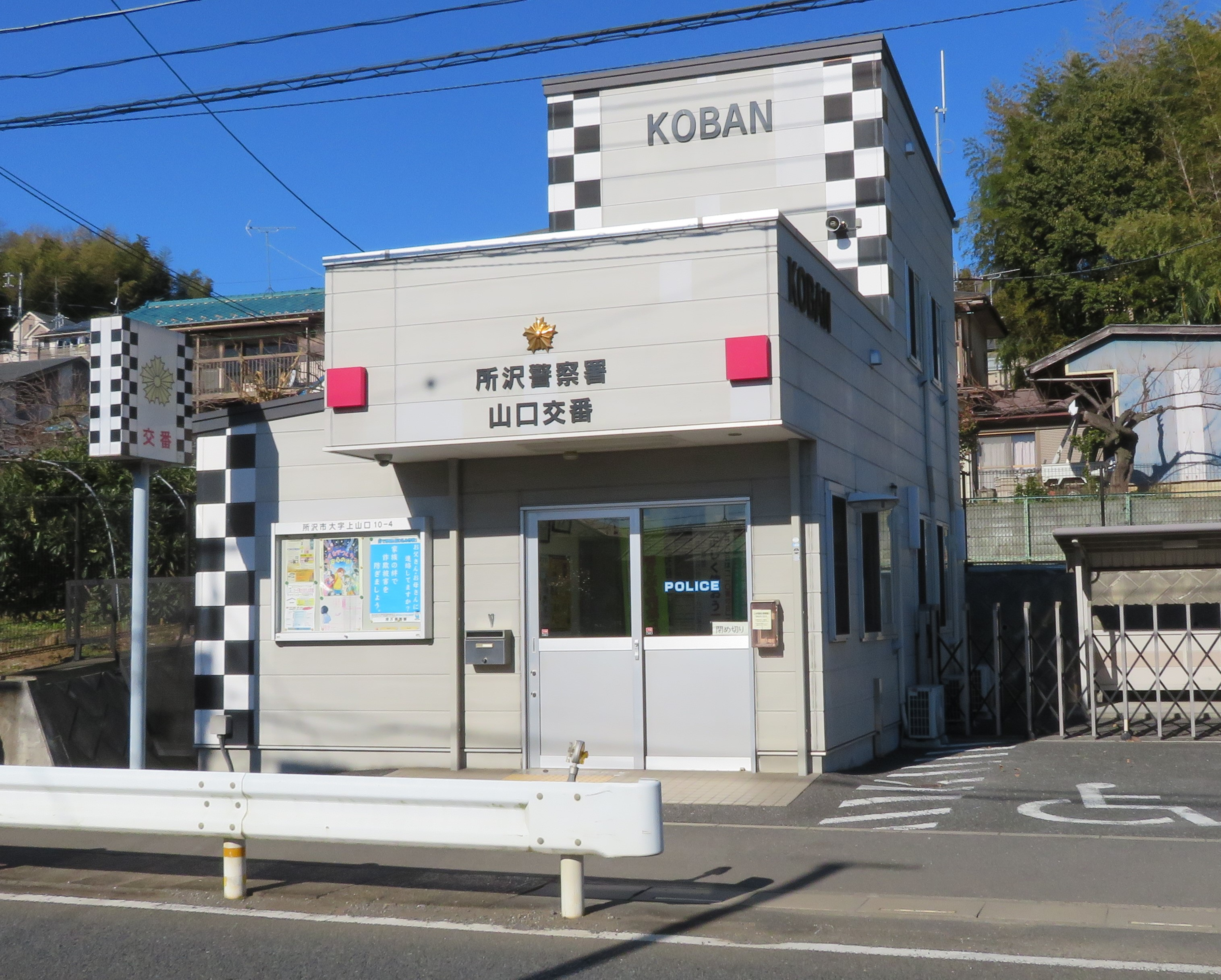
山口交番
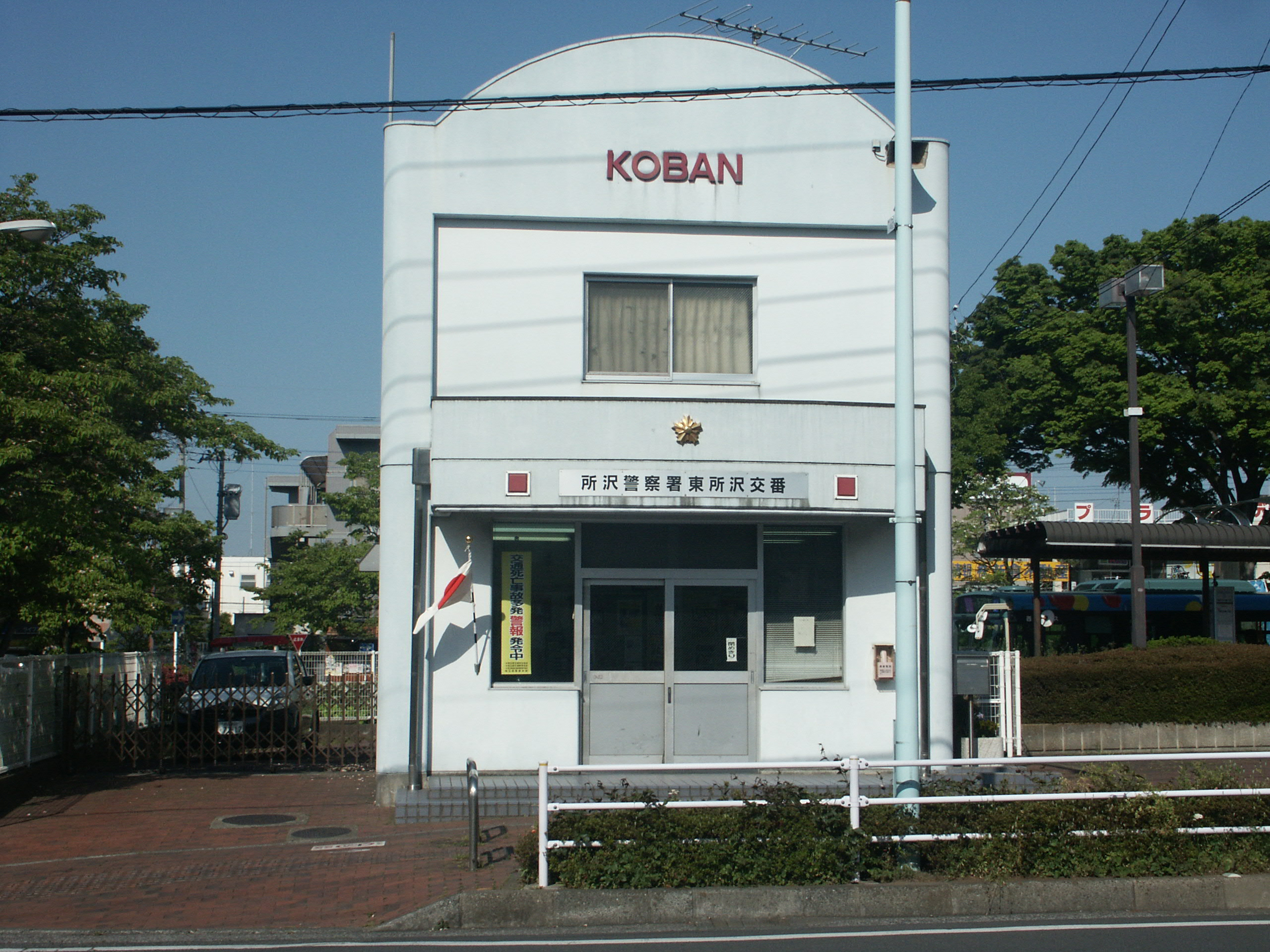
東所沢交番
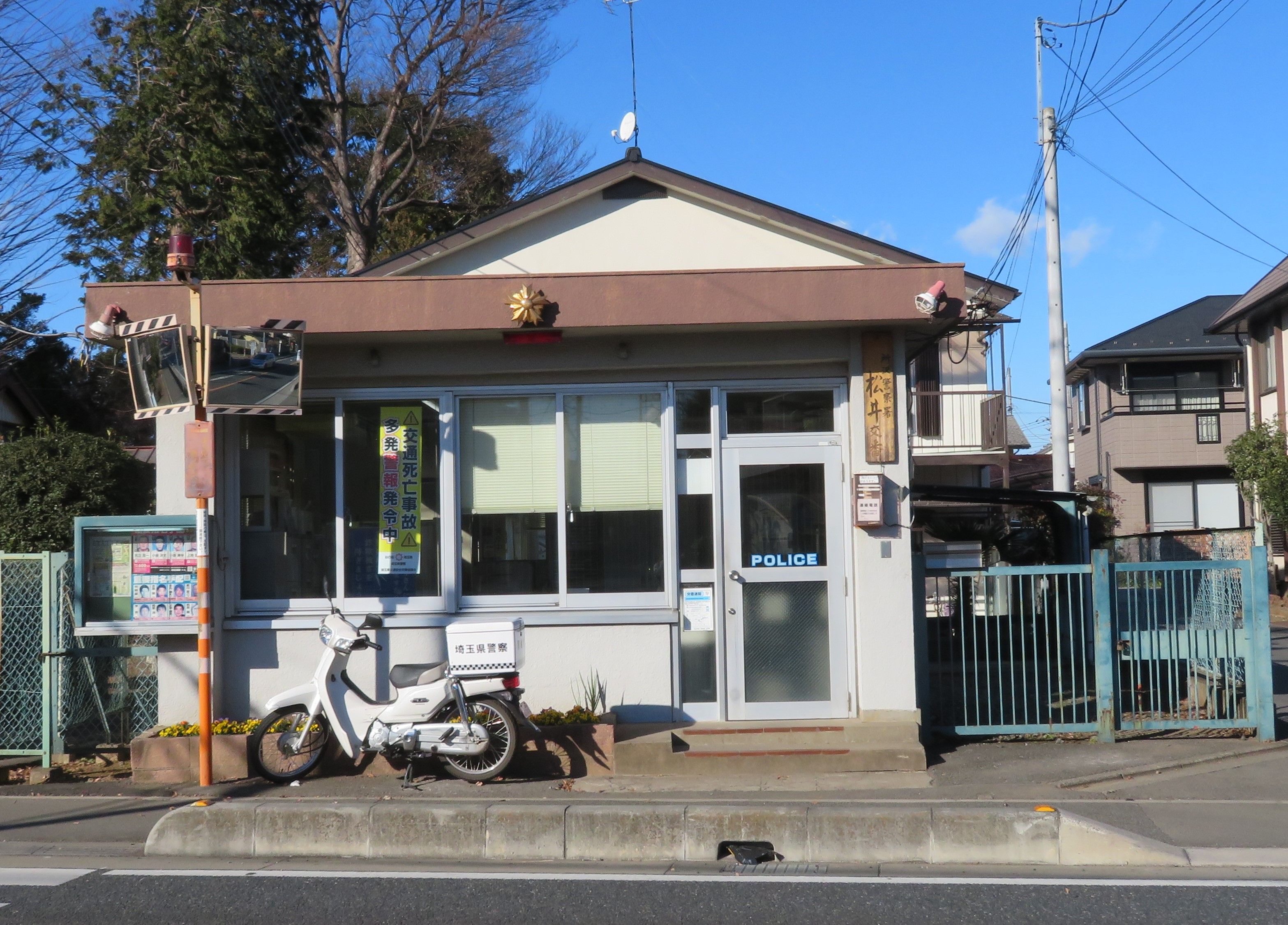
松井交番（旧建物）

## アクセス
1. 国道463号「東新井町交差点」右折入間市方向、「航空管制部前交差点」左折、「所沢警察署前交差点」左折[2]
2. 西武新宿線「航空公園駅」下車、徒歩約10分[2]
3. 航空公園駅発着西武バス一般路線バス「秩父学園入口」方面及びコミュニティバス「ところバス」にて「パークタウン所沢警察署前」バス停下車